# 圣欧班堡
圣欧班堡（法語：La Ferté-Saint-Aubin，法語發音：[la fɛʁte sɛ̃t‿obɛ̃]），法国中部城市，中央-盧瓦爾河谷大區卢瓦雷省的一个市镇，隶属于奥尔良区，其市镇面积为86.1平方公里，是该省面积最大的市镇，2022年1月1日时人口数量为7,317人，在法国城市中排名第1,413位。
圣欧班堡位于卢瓦雷省西南部，索洛涅森林北部，科松河由此经过，其市区因同名城堡而闻名，法国大革命时期由两个村落合并而建立市镇，近代则因铁路以及奥尔良的城市扩张而得到发展。

## 地名来源

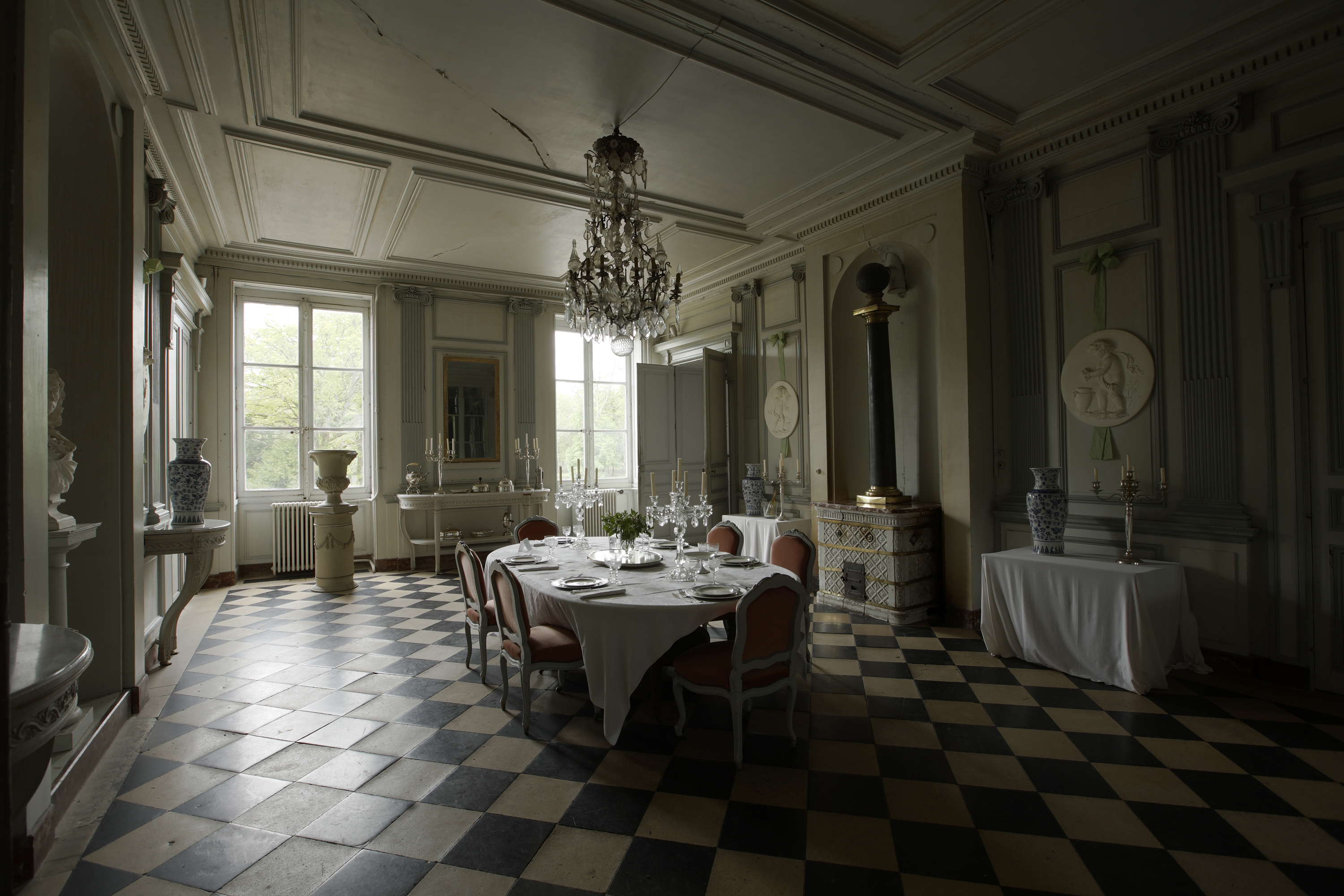
圣欧班堡城堡内的布置

圣欧班堡由堡（La Ferté）和圣欧班（Saint-Aubin）两个堂区合并而成，其中“堡”来源于拉丁语，意为“发酵”，引申含义为“禁闭的地方”，与当地的军事防御设施有关；而“圣欧班”则为宗教圣人，其生平尚有待考证。
法国大革命时期，“圣欧班堡”被更名为“科松堡”（La Ferté-Cosson）。

## 历史
圣欧班堡城市的形成与圣欧班堡城堡紧密相连，后者建于中世纪中后期，由纳贝尔家族（Nabert，亦有史学家认为写作）修建，后先后被莫尔奈、埃唐普、于松、圣内克泰尔等家族继承，法国大革命市区曾被革命派没收，后于1822年被里沃利公爵弗朗索瓦·维克托·马塞纳购买，20世纪后成为法国国家文物保护单位，其附近建成了绿地公园。
圣欧班堡在法国大革命后成为卢瓦雷省的一个市镇，工业革命期间，奥尔良－蒙托邦铁路由此通过并设有车站。西班牙内战期间，圣欧班堡接纳了近2,800名难民。二战后，随着奥尔良的城市扩张以及公路的快速化改造，圣欧班堡的人口数量逐年上升，并成为奥尔良南部的一个远郊卫星城。

## 地理

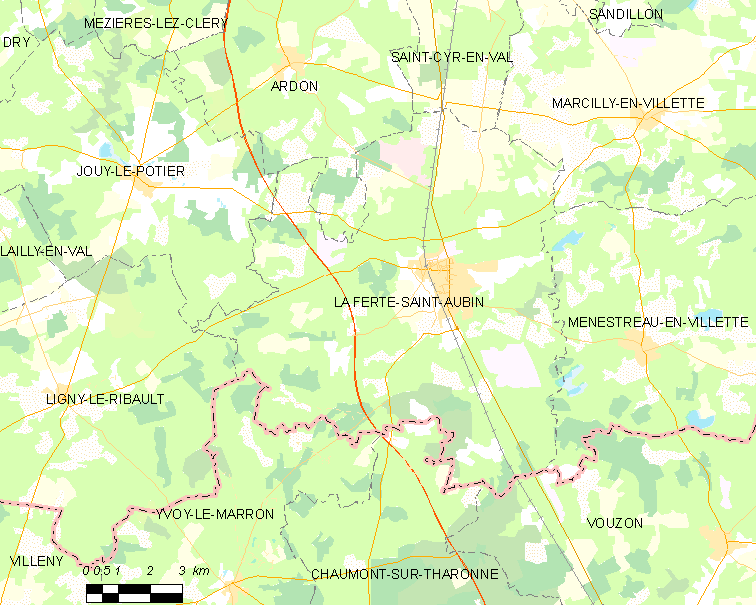
圣欧班堡市镇范围地图

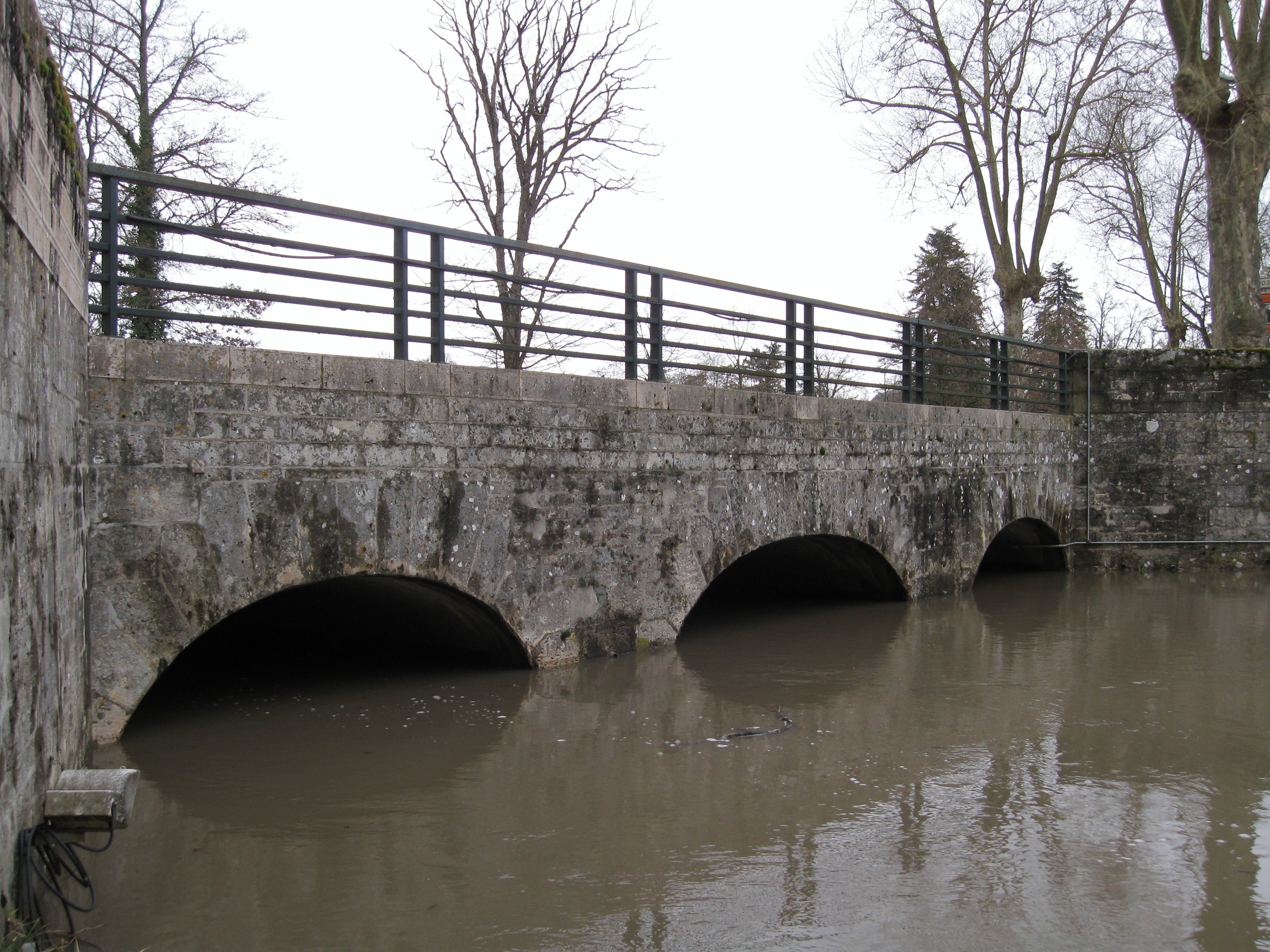
科松河

圣欧班堡位于法国中部偏北，中央-卢瓦尔河谷大区中东部和卢瓦雷省西南部，距离省会奥尔良大约15公里。与圣欧班堡接壤的市镇包括：奥尔良、塔罗讷河畔肖蒙、武宗、伊瓦勒马龙、阿尔东、茹伊勒波捷、利尼勒里博、马西伊昂维莱特、梅内斯特罗-昂维莱特、圣西尔昂瓦勒。

### 地形
圣欧班堡位于索洛涅森林北部，境内地势平坦，全境海拔在93到137米之间。

### 水文
科松河自东向西流经境内，该河是卢瓦尔河的左岸支流，因流经法国重要旅游景点香波尔城堡而闻名。

### 植被
圣欧班堡属于温带落叶林区，其所处的索洛涅森林是法国本土面积最大的天然森林之一，因狩猎活动而闻名。

### 气候
圣欧班堡在柯本气候分类法中属于温带海洋性气候。
距离圣欧班堡最近的气象站位于梅内斯特罗昂维莱特境内，以下为该气象站的数据（其中日照数据取自奥尔良）：
| 梅内斯特罗昂维莱特1981年－2019年 | 梅内斯特罗昂维莱特1981年－2019年 | 梅内斯特罗昂维莱特1981年－2019年 | 梅内斯特罗昂维莱特1981年－2019年 | 梅内斯特罗昂维莱特1981年－2019年 | 梅内斯特罗昂维莱特1981年－2019年 | 梅内斯特罗昂维莱特1981年－2019年 | 梅内斯特罗昂维莱特1981年－2019年 | 梅内斯特罗昂维莱特1981年－2019年 | 梅内斯特罗昂维莱特1981年－2019年 | 梅内斯特罗昂维莱特1981年－2019年 | 梅内斯特罗昂维莱特1981年－2019年 | 梅内斯特罗昂维莱特1981年－2019年 | 梅内斯特罗昂维莱特1981年－2019年 |
| 月份                             | 1月                              | 2月                              | 3月                              | 4月                              | 5月                              | 6月                              | 7月                              | 8月                              | 9月                              | 10月                             | 11月                             | 12月                             | 全年                             |
| -------------------------------- | -------------------------------- | -------------------------------- | -------------------------------- | -------------------------------- | -------------------------------- | -------------------------------- | -------------------------------- | -------------------------------- | -------------------------------- | -------------------------------- | -------------------------------- | -------------------------------- | -------------------------------- |
| 历史最高温 °C（°F）              | 18 (64)                          | 24 (75)                          | 25.4 (77.7)                      | 31.3 (88.3)                      | 34.2 (93.6)                      | 37.6 (99.7)                      | 39.1 (102.4)                     | 41.9 (107.4)                     | 34.2 (93.6)                      | 28 (82)                          | 21.8 (71.2)                      | 19.5 (67.1)                      | 41.9 (107.4)                     |
| 平均高温 °C（°F）                | 7.4 (45.3)                       | 9.1 (48.4)                       | 13.4 (56.1)                      | 16.4 (61.5)                      | 21.1 (70.0)                      | 24.1 (75.4)                      | 26.2 (79.2)                      | 26.4 (79.5)                      | 21.6 (70.9)                      | 16.6 (61.9)                      | 10.4 (50.7)                      | 7.2 (45.0)                       | 16.7 (62.1)                      |
| 日均气温 °C（°F）                | 4.3 (39.7)                       | 5.1 (41.2)                       | 8.1 (46.6)                       | 10.5 (50.9)                      | 14.8 (58.6)                      | 17.7 (63.9)                      | 19.7 (67.5)                      | 19.7 (67.5)                      | 15.7 (60.3)                      | 12.1 (53.8)                      | 7 (45)                           | 4.2 (39.6)                       | 11.6 (52.9)                      |
| 平均低温 °C（°F）                | 1.1 (34.0)                       | 1.1 (34.0)                       | 2.9 (37.2)                       | 4.5 (40.1)                       | 8.6 (47.5)                       | 11.3 (52.3)                      | 13.2 (55.8)                      | 13 (55)                          | 9.8 (49.6)                       | 7.6 (45.7)                       | 3.5 (38.3)                       | 1.3 (34.3)                       | 6.5 (43.7)                       |
| 历史最低温 °C（°F）              | −16.5 (2.3)                      | −15 (5)                          | −14.5 (5.9)                      | −4.8 (23.4)                      | −0.8 (30.6)                      | 1.5 (34.7)                       | 5.5 (41.9)                       | 3.8 (38.8)                       | 0.5 (32.9)                       | −4.9 (23.2)                      | −12 (10)                         | −12.2 (10.0)                     | −16.5 (2.3)                      |
| 平均降水量 mm（）                | 67.4 (2.65)                      | 58.9 (2.32)                      | 55.3 (2.18)                      | 59.2 (2.33)                      | 62.2 (2.45)                      | 50.9 (2.00)                      | 70.8 (2.79)                      | 49.8 (1.96)                      | 61.5 (2.42)                      | 69.8 (2.75)                      | 74.5 (2.93)                      | 74.8 (2.94)                      | 755.1 (29.73)                    |
| 月均日照時數                     | 66.4                             | 87.3                             | 140.5                            | 176.2                            | 207                              | 216.6                            | 221.3                            | 224.6                            | 179.2                            | 121.1                            | 70.6                             | 56.6                             | 1,767.4                          |
| 来源：infoclimat.fr              |                                  |                                  |                                  |                                  |                                  |                                  |                                  |                                  |                                  |                                  |                                  |                                  |                                  |

## 行政区划
圣欧班堡是法国中央-卢瓦尔河谷大区卢瓦雷省的一个市镇，编号为45146。圣欧班堡隶属于奥尔良区，管理圣欧班堡县，同时也是索洛涅之门市镇公共社区的办公驻地。
法国国家统计与经济研究所（简称）在进行数据统计时，将圣欧班堡单独设为圣欧班堡城市核心区，并将包括核心区在内的周边共134个市镇划为奥尔良城市区。同时，还将圣欧班堡市镇整体划为一个“块区”（IRIS）。

## 交通

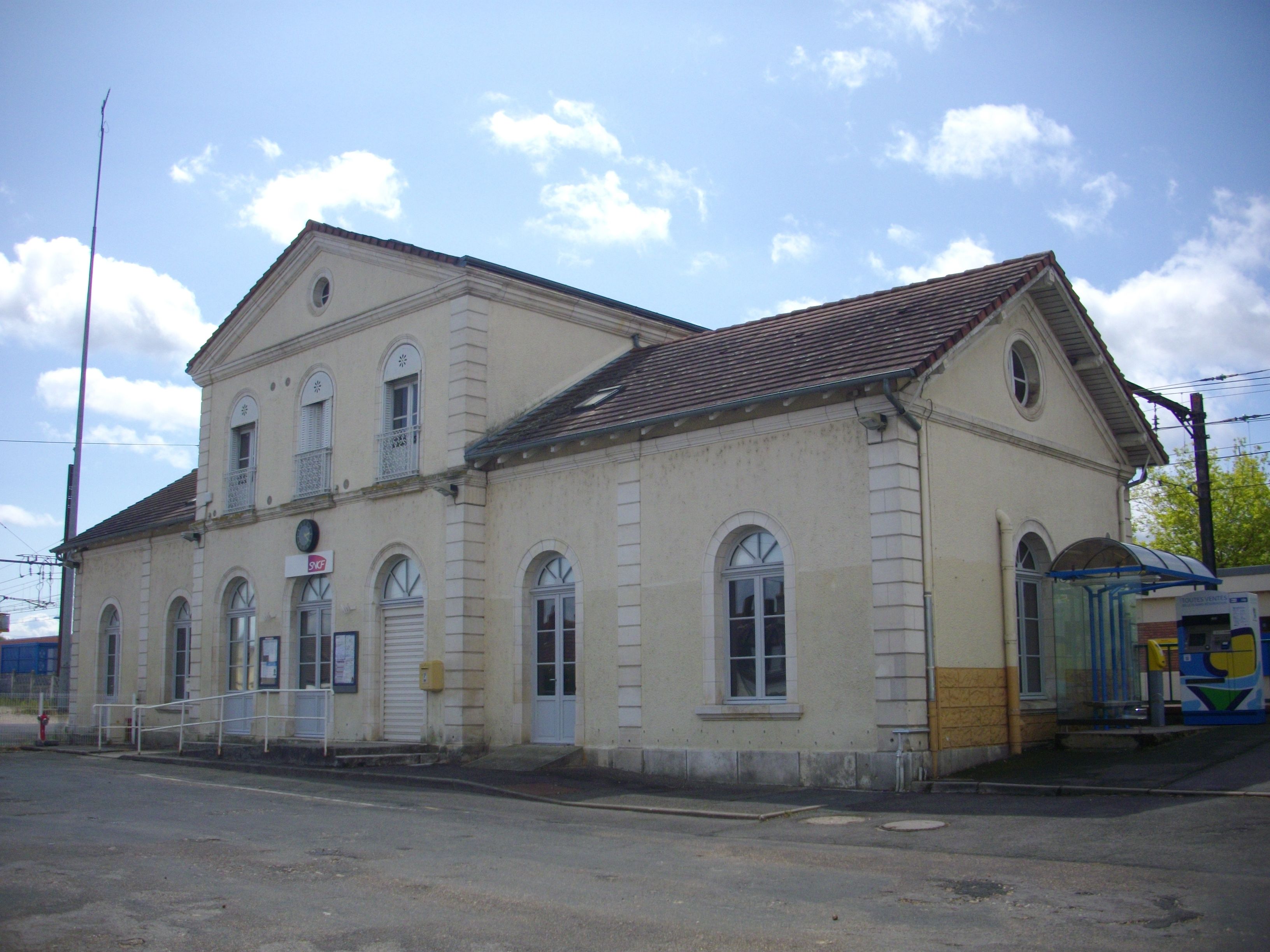
圣欧班堡火车站

### 公路
多条卢瓦雷省省道在圣欧班堡境内交汇，中央-卢瓦尔河谷大区城际客运提供巴士线路，可前往奥尔良市中心以及塞讷利等地。
2017年，80.9%的圣欧班堡家庭拥有至少一辆的私人汽车。2018年，圣欧班堡境内共发生各类交通事故6起，造成1人遇难，7人受伤。

### 铁路
圣欧班堡位于奥尔良－蒙托邦铁路上。圣欧班堡站位于市区中部，老城区以西，该站停靠往返于奥尔良和维耶尔宗一线的区域列车，部分班次向南延伸至沙托鲁、拉苏泰赖讷、布尔日及讷韦尔等地。

### 航空
距离圣欧班堡最近的民用航空站为巴黎-奥利机场，距离圣欧班堡市中心的公路里程约141公里。

### 城市公共交通
圣欧班堡暂无城市公共交通系统。

## 政治

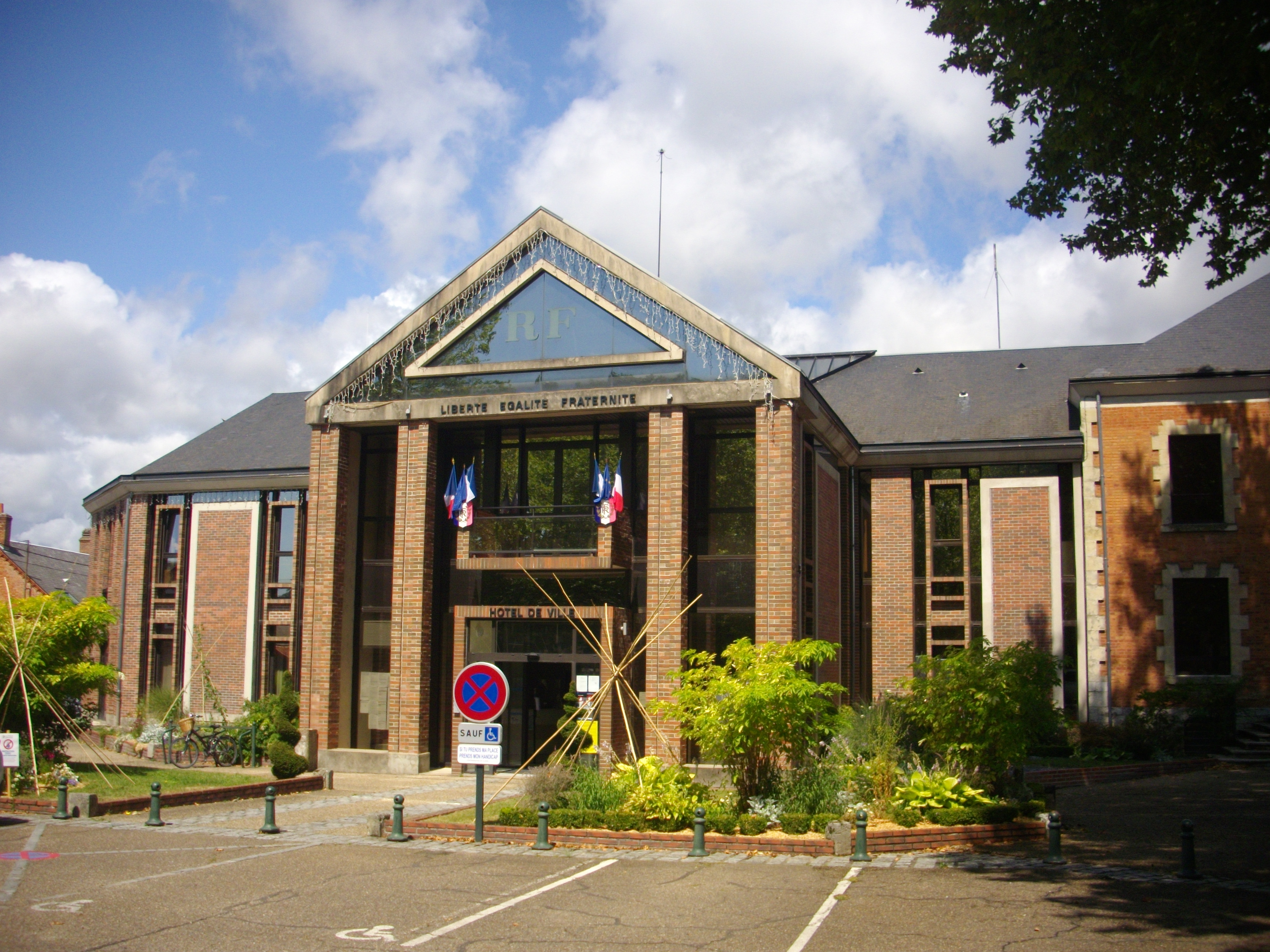
圣欧班堡市政厅

圣欧班堡的现任市长为康斯坦丝·德佩利希女士（Constance de Pélichy），她是共和党的一名成员，在2020年的市政选举中获得了67.3%的支持率。
在2017年的法国总统大选中，法国第25任总统埃马纽埃尔·马克龙在圣欧班堡获得了62.47%的支持率。
| 圣欧班堡历届市长 |                             |                 |
| 任期             | 市长                        | 党派            |
| 1947年－1949年   | 雅克·马丁                   | 不详            |
| 1949年－1953年   | 莫里斯·佩潘·方丹·德博纳里夫 | 不详            |
| 1953年－1958年   | 莱昂·卡索内                 | 不详            |
| 1958年－1959年   | 雅克·马丁                   | 不详            |
| 1959年－1967年   | 保罗·布纽                   | 不详            |
| 1967年－1970年   | 雅克·马丁                   | 不详            |
| 1970年－1971年   | 居伊·索韦特                 | 不详            |
| 1971年－1989年   | 让-克洛德·格勒宁克          | PS社会党        |
| 1989年－2001年   | 阿尼克·库尔塔               | RPR保衛共和聯盟 |
| 2001年－2014年   | 菲利普·弗罗芒               | PS社会党        |
| 2014年－         | 康斯坦丝·德佩利希           | LR共和黨        |

## 人口
2017年，圣欧班堡市镇人口数量为7,454，在法国排名第1,413位。其中男性3,604人，女性3,850人，75岁及以上人口占8.2%，外籍人口数量为1,288人，人口密度为87人/平方公里，当地居民被称为（男性）或（女性）。2018年，圣欧班堡境内出生64人，死亡人口78人。
| 年份   | 1936  | 1946  | 1954  | 1962  | 1968  | 1975  | 1982  | 1990  | 1999  | 2005  | 2010  | 2015  | 2017  |
| ------ | ----- | ----- | ----- | ----- | ----- | ----- | ----- | ----- | ----- | ----- | ----- | ----- | ----- |
| 人口數 | 3,723 | 3,931 | 4,192 | 4,400 | 4,307 | 4,284 | 5,498 | 6,414 | 6,783 | 7,083 | 7,127 | 7,367 | 7,454 |

## 经济
圣欧班堡是一个区域性的中心城市，当地共有各类用人单位846家，平均历史为15年，其中98.91%为中小型企业（PME）。让冈（Junghans，武器制造）、莱阿皮屈尔特尔联合（Les Apiculteurs Associés，食品销售）及法国泰尔莫比尔集团（Thermobile France - TFR，工业产品销售）是当地2019年营业额最高的三个企业，分别为54,414,255欧元、13,910,776欧元和4,381,061欧元。

## 财政收入
2018年，圣欧班堡的财政收入总额为9,749,400欧元，财政支出总额为8,585,820欧元，当年的债务总额为4,714,980欧元。
2015年，圣欧班堡的人均月收入总额为2,565欧元，其中高职人员为4,067欧元，普通职员为1,863欧元。
2017年，圣欧班堡境内的青壮年（15至64岁）失业率为10.1%，当地57.9%的家庭拥有纳税资格。

## 社会事务

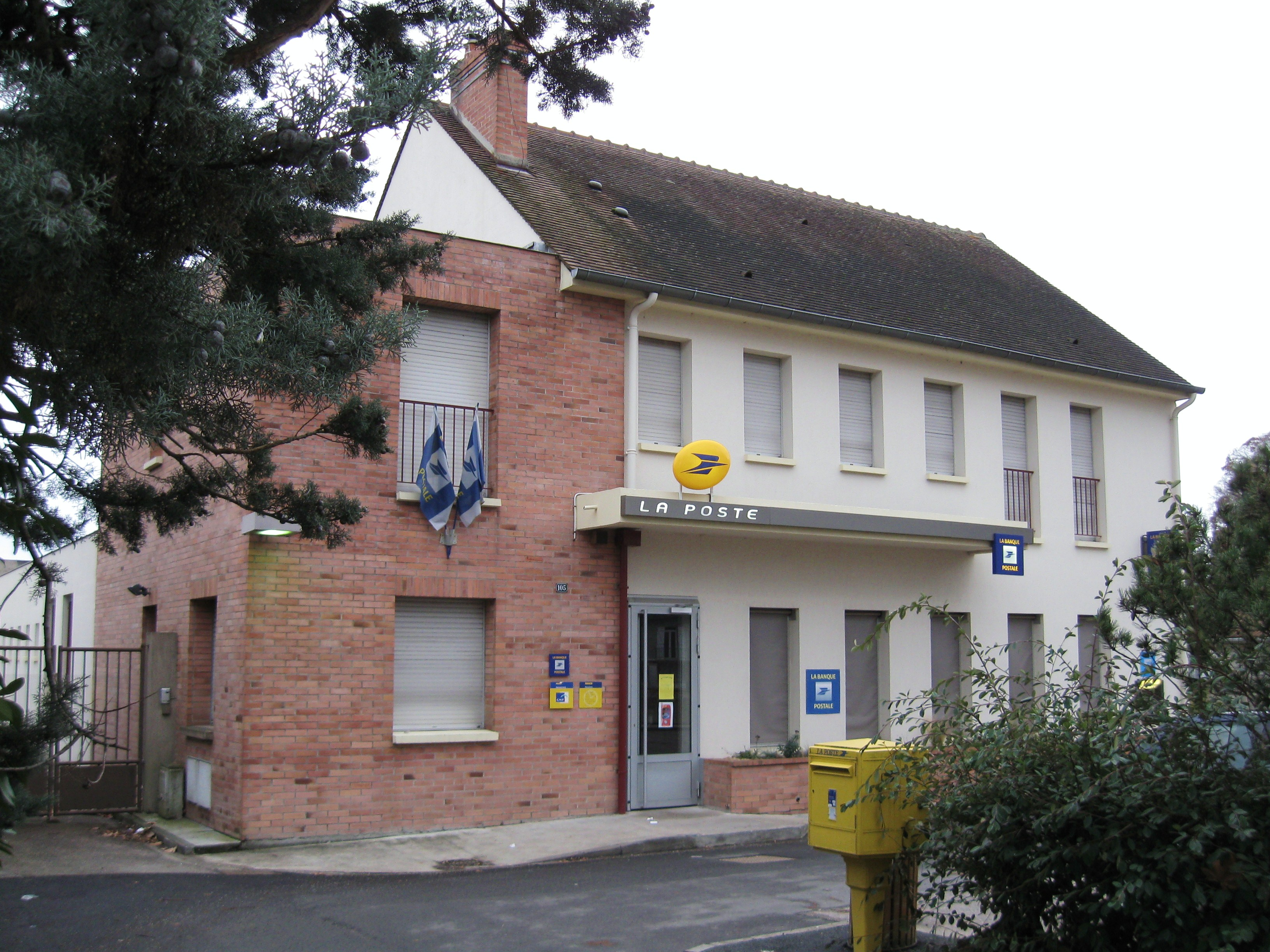
圣欧班堡邮局

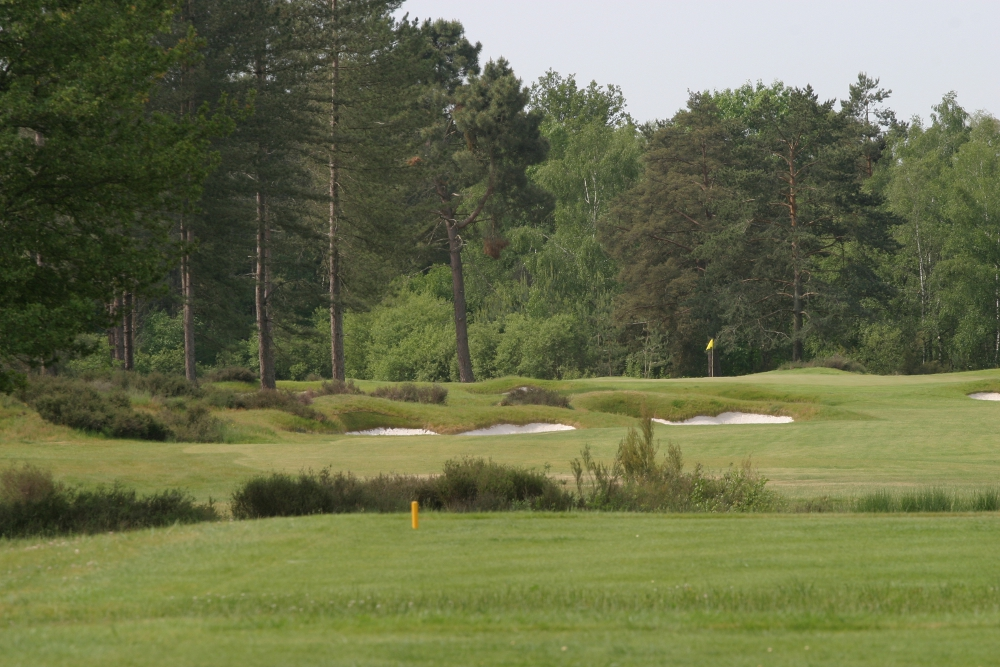
圣欧班堡高尔夫球场

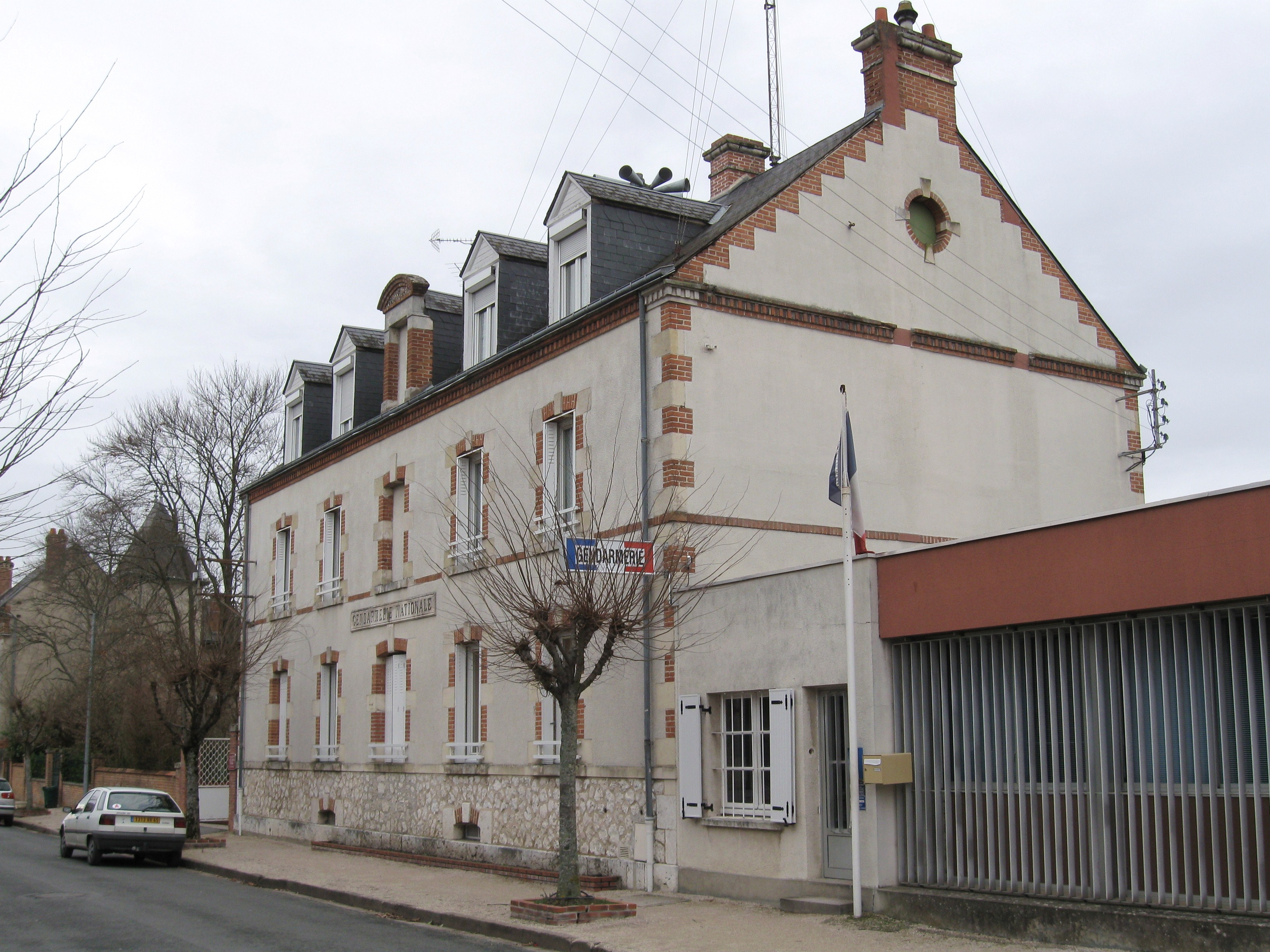
圣欧班堡国家宪兵队

### 教育
圣欧班堡属于奥尔良-图尔学区。截止2019年1月1日，圣欧班堡境内共有3所幼儿园、4所小学和1所初级中学。2018至2019学年度，圣欧班堡境内共有在校中等教育阶段学生644名。

### 医疗
截止2019年1月1日，圣欧班堡境内共有全科医生6名、保健师5名、牙医3名、护士8名和助产士1名。境内共有药房3家、养老院3家、残疾人帮扶中心1家。
圣欧班堡是奥尔良大区中心医院）的服务范围，后者是法国的一个大区中心医院，其主病区位于奥尔良拉苏斯，距离圣欧班堡约9公里，设有床位1,752个，是当地规模最大的公立综合性医院。

### 住房
2017年，圣欧班堡境内共有各类住房3,494套，其中89.4%为独立式居民区，10.4%为集中式居民区。常住房屋占圣欧班堡市镇范围内居民建筑总量的90.1%。

### 商业
2018年，圣欧班堡境内共有各类实体商铺141家，其中餐厅13家、大型超市3家、杂货店1家、面包房4家、肉铺3家、书店1家、装饰品店1家、银行门店6家、美容美发店8家、汽车维修店20家。

### 体育
2019年，圣欧班堡境内共有1家游泳池、2间体育馆、4处网球场、1处马术场、1处足球或橄榄球场、1处篮球或排球场以及2处高尔夫球场。
圣欧班堡体育俱乐部（Union Sportive Fertésienne）是当地的一支足球队，2020至2021赛季参加卢瓦雷省足球联赛。

### 环境
圣欧班堡的环境事务由其所属的公共社区负责。2018年，圣欧班堡境内共有2家污染企业。

### 治安
2018年，圣欧班堡市镇范围内有1处宪兵队。
2014年，圣欧班堡及附近地区共发生各类案件4,921起，其中盗窃类案件3,145起，经济类案件438起，毒品交易类案件245起。

## 文化
2019年，圣欧班堡境内暂无任何文化设施。

### 建筑
圣欧班堡境内有多处法国国家文物保护单位，除圣欧班堡城堡外，圣欧班堡圣欧班教堂、圣米歇尔教堂等也是当地重要的历史建筑物。

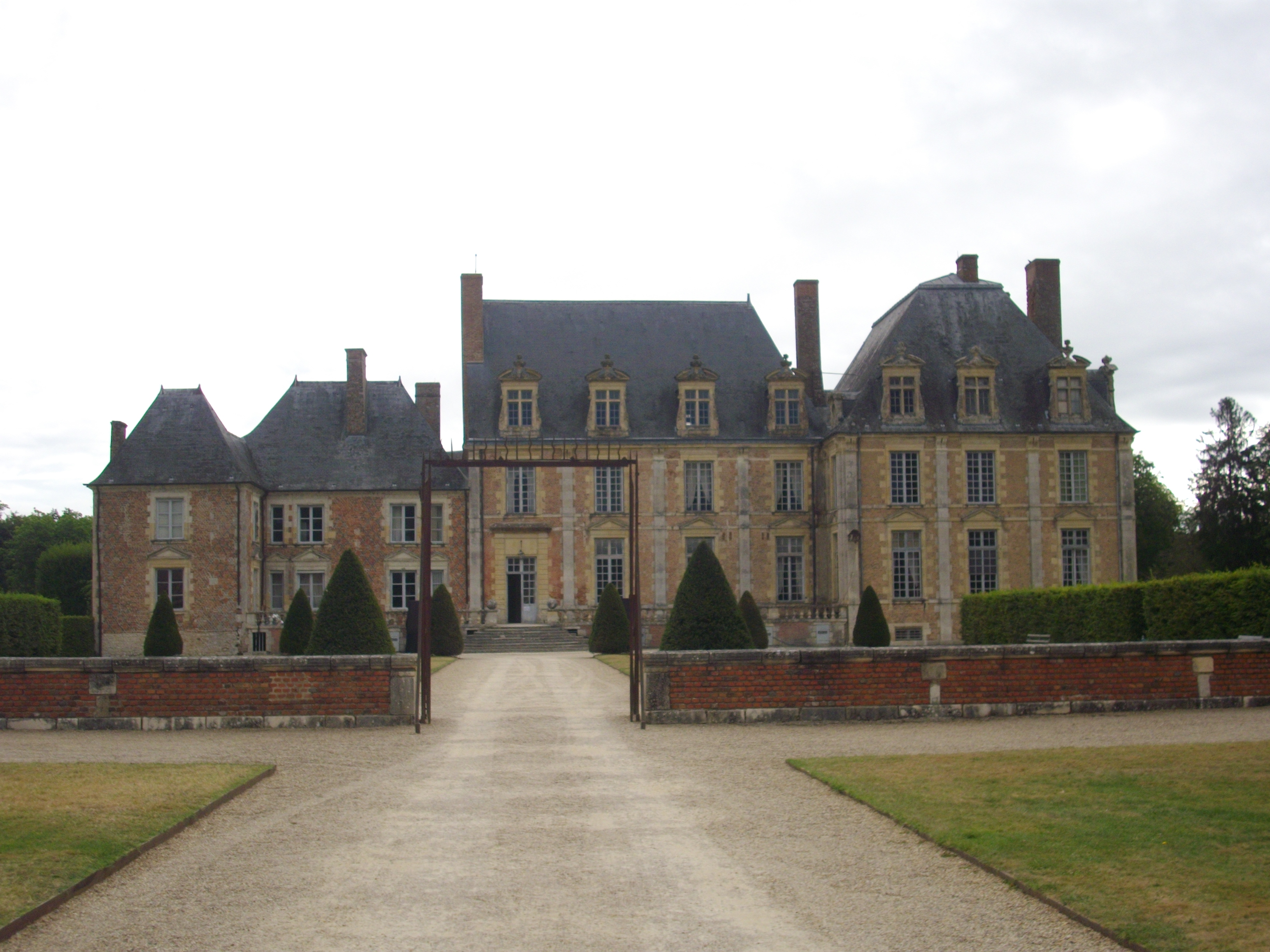
圣欧班堡城堡
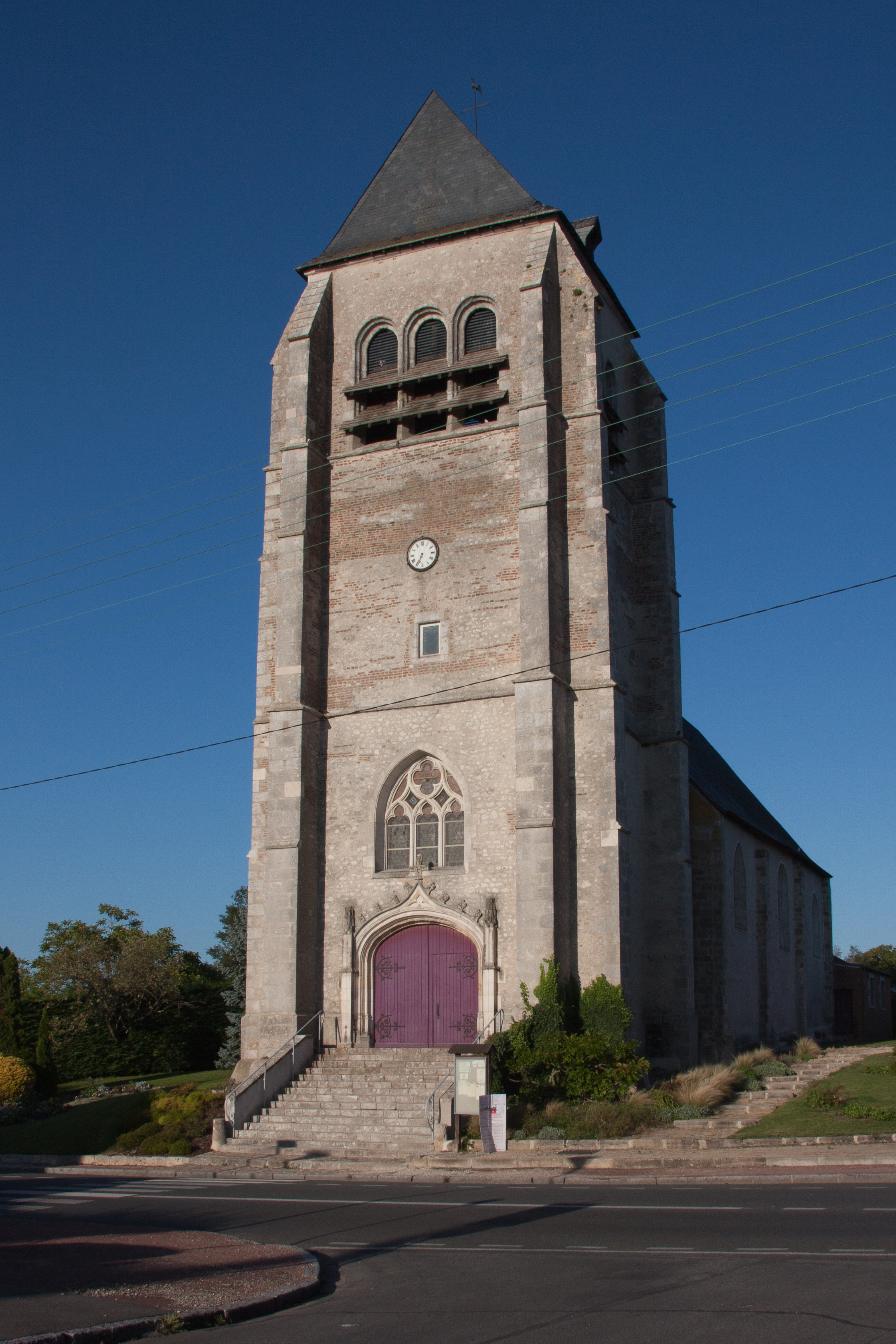
圣欧班教堂（法语：Église Saint-Aubin de La Ferté-Saint-Aubin）
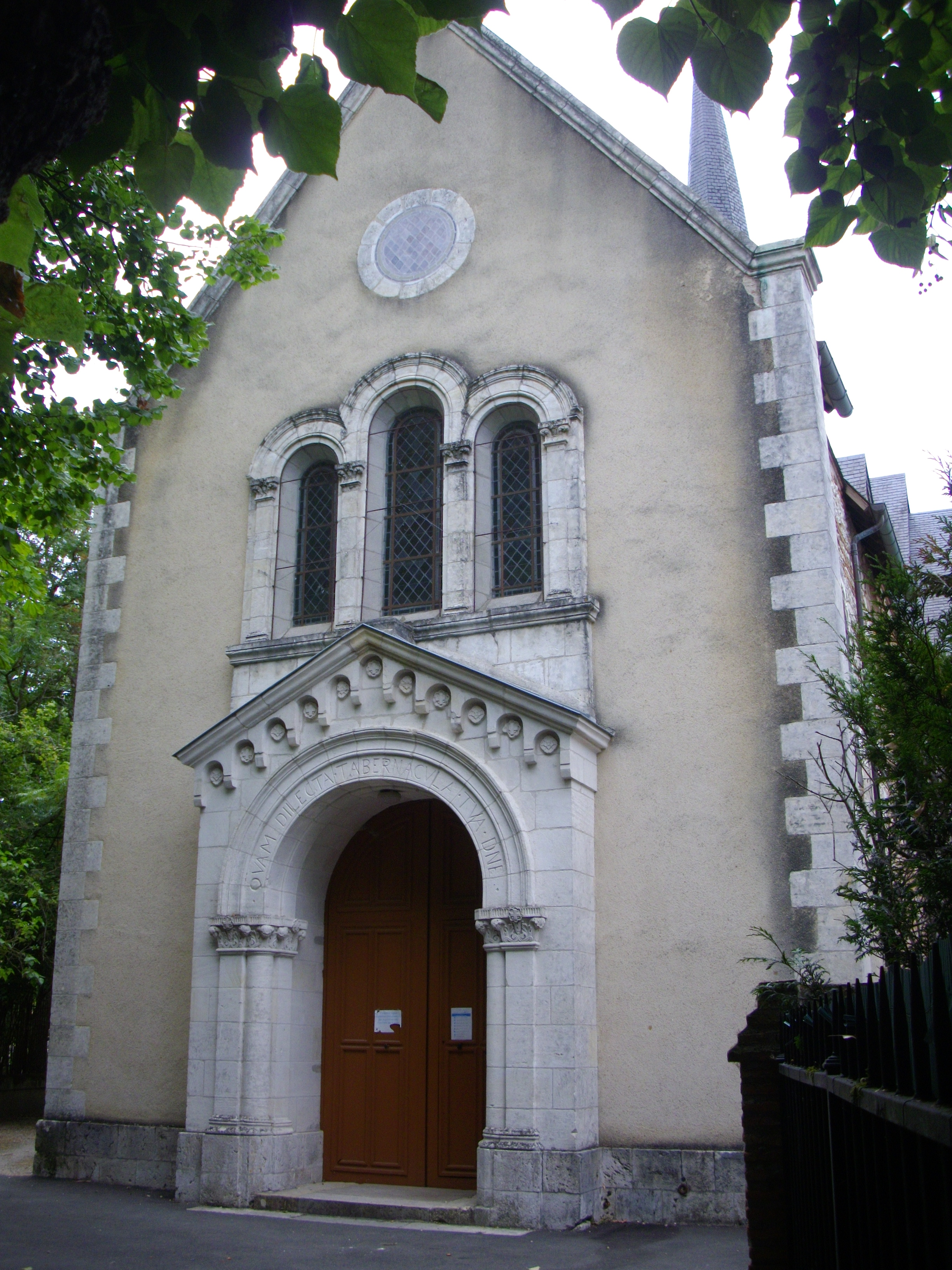
圣米歇尔教堂
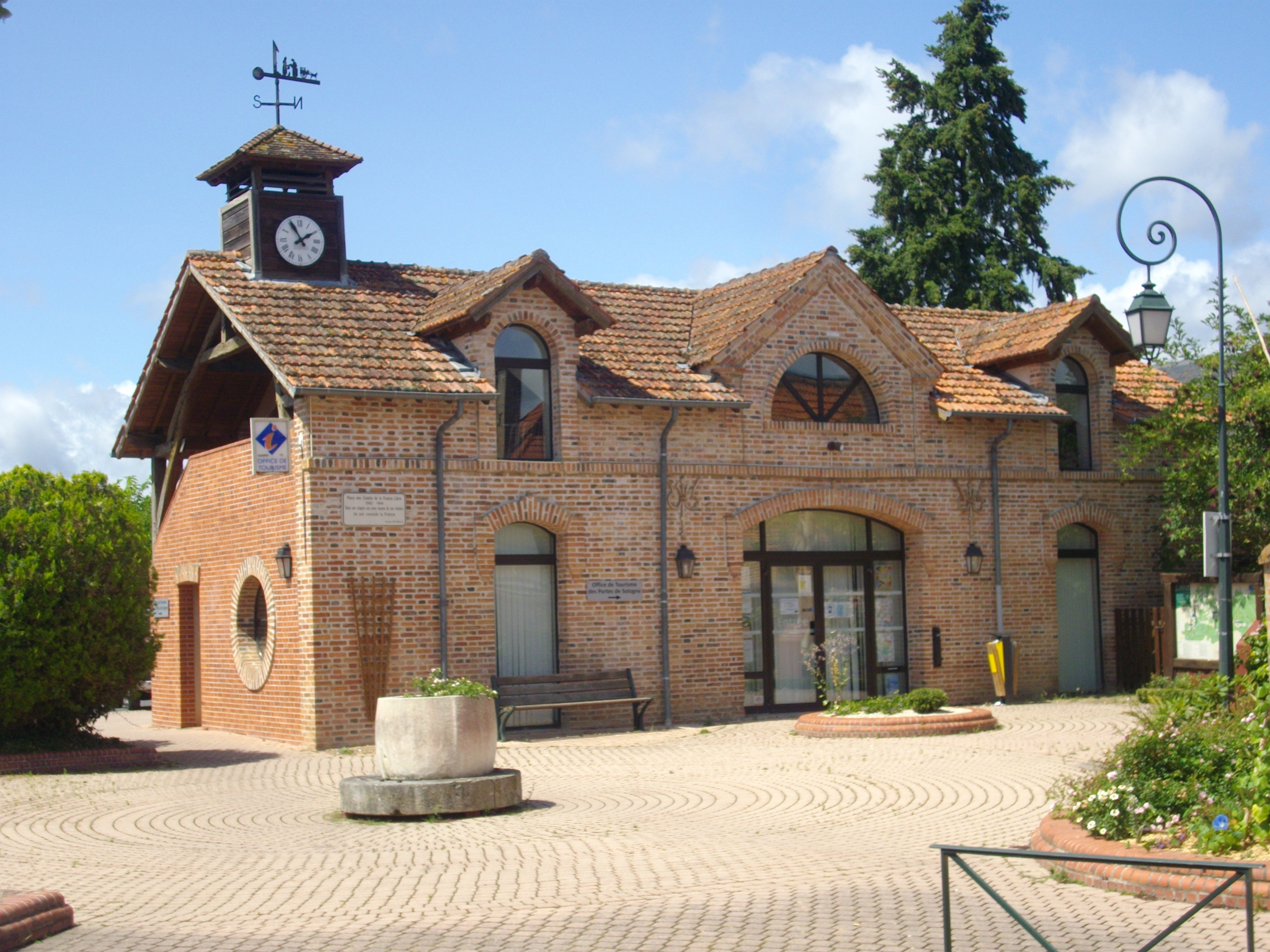
游客接待中心
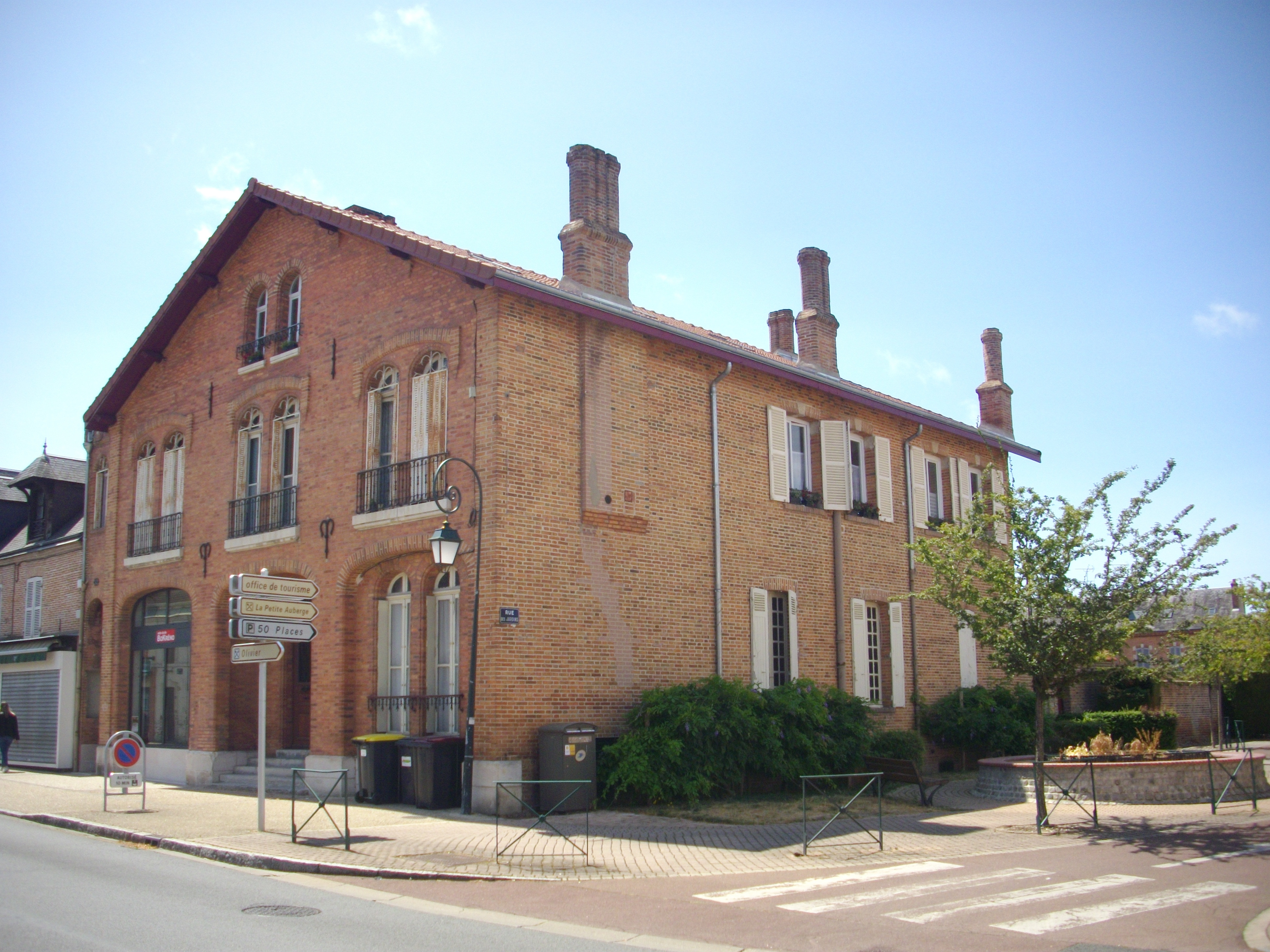
民居

### 旅游
圣欧班堡的旅游事务由其所属的公共社区负责。2020年，圣欧班堡境内共有2家宾馆共计46间房间；另有1个露营地，可容纳共56辆露营车。

### 媒体
法国主要的媒体均可在圣欧班堡接收，法国电视三台下属的中央-卢瓦尔河谷大区频道在部分时段播出圣欧班堡所属区域的地方新闻。

## 友好城市
截至2021年1月，圣欧班堡共与三座城市互为友好城市关系：
- 德国
- 加拿大